# Belejovce
Belejovce, russinisch Белеївцi/Belejiwzi (bis 1927 slowakisch auch „Bielejovce“; ungarisch Belejőc – bis 1907 Belejóc) ist eine Gemeinde im Nordosten der Slowakei mit 28 Einwohnern (Stand 31. Dezember 2024), die im Okres Svidník, einem Kreis des Prešovský kraj, sowie in der traditionellen Landschaft Šariš liegt.

## Geographie

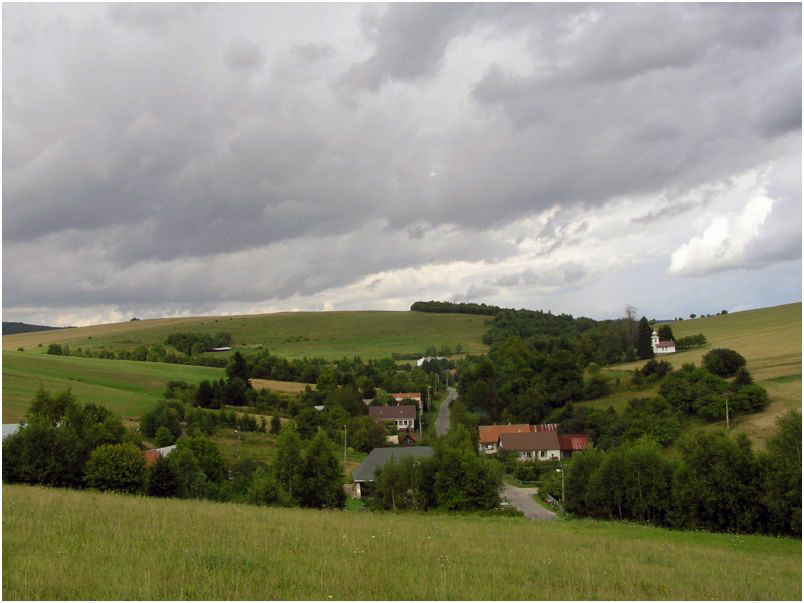
Belejovce

Die Gemeinde befindet sich in den Niederen Beskiden im Bergland Ondavská vrchovina, im Quellbereich des Baches Jedľovský potok im Einzugsgebiet der Ondava. Das Ortszentrum liegt auf einer Höhe von 463 m n.m. und ist 10 Kilometer von Svidník entfernt (Straßenentfernung).
Nachbargemeinden sind Vápeník im Norden, Svidnička im Nordosten und Osten, Kružlová im Südosten, Vyšná Jedľová im Süden, Nižný Orlík im Südwesten und Kečkovce im Westen und Nordwesten.

## Geschichte
Belejovce wurde zum ersten Mal 1600 als Belouche schriftlich erwähnt und war Teil der Herrschaft von Makovica. In den 1713 und 1714 war das Dorf vollkommen verlassen.
1787 hatte die Ortschaft 20 Häuser und 132 Einwohner, 1828 zählte man 26 Häuser und 195 Einwohner, die als Fuhrleute, Waldarbeiter und Zimmerleute tätig waren. 
Bis 1918 gehörte der im Komitat Sáros liegende Ort zum Königreich Ungarn und kam danach zur Tschechoslowakei beziehungsweise zur heutigen Slowakei. Im Zweiten Weltkrieg wurde Belejovce bei Befreiungskämpfen im Dezember 1944 schwer beschädigt. Nach dem Krieg wanderten einige Einwohner in den tschechischen Landesteil der Tschechoslowakei und in die Sowjetunion aus. Ein Teil der Einwohner pendelte zur Arbeit in Industriegebiete in Svidník und Košice, im Ort selbst arbeiteten privat agierende Landwirte.

## Bevölkerung
| Jahr                | 1994 | 2004     | 2014  | 2024     |
| ------------------- | ---- | -------- | ----- | -------- |
| Anzahl der Personen | 17   | 20       | 22    | 28       |
| Unterschied         |      | +17,64 % | +10 % | +27,27 % |

| Jahr                | 2023 | 2024    |
| ------------------- | ---- | ------- |
| Anzahl der Personen | 28   | 28      |
| Unterschied         |      | −1,42 % |

Gemäß der Volkszählung 2011 wohnten in Belejovce 23 Einwohner, davon 16 Russinen und sieben Slowaken.
16 Einwohner bekannten sich zur orthodoxen Kirche, vier Einwohner zur römisch-katholischen Kirche und drei Einwohner zur griechisch-katholischen Kirche.

## Bauwerke

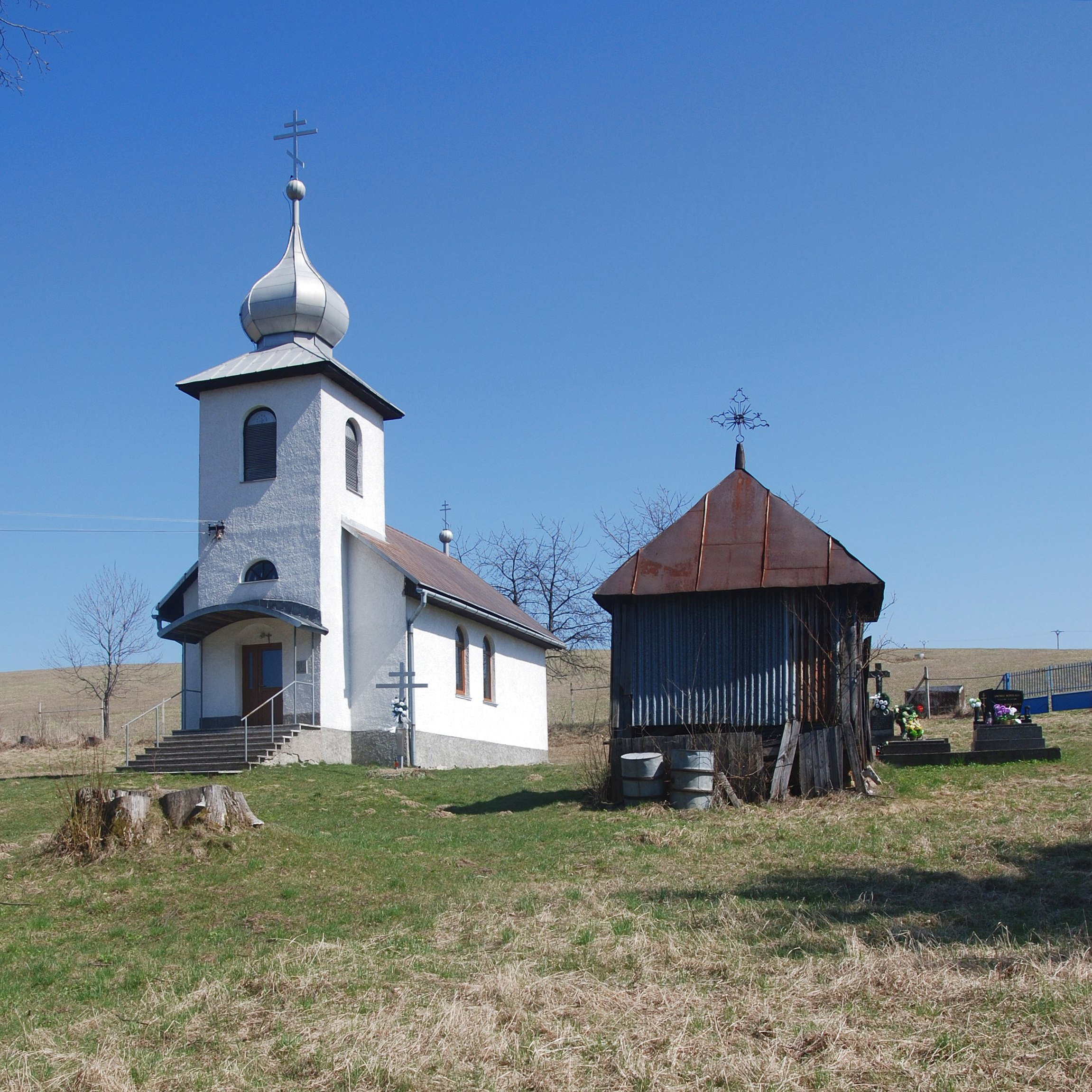
Kirche im Ort

- griechisch-katholische Kirche Schutz der hochheiligen Gottesgebärerin[6]

## Verkehr
In Belejovce endet die Cesta III. triedy 3552 („Straße 3. Ordnung“) von Nižný Orlík und Vyšná Jedľová heraus.